# Río St. Clair
El río St. Clair o Sainte-Claire (en inglés: St. Clair River, en francés: Rivière Sainte-Claire) está localizado en la confluencia del lago Hurón y lago St. Clair, formando parte de la frontera internacional entre la provincia canadiense de Ontario y el estado estadounidense de Míchigan. El río es también un componente significativo en la vía navegable de los Grandes Lagos con canales de navegación para permitir a los buques cargueros viajar entre los Grandes Lagos superiores e inferiores. 

## Progresión
El río forma parte del sistema fluvial del río San Lorenzo, el colector de los Grandes Lagos (que estaría formado por la siguiente sucesión de ríos y lagos: río North – río Saint Louis – lago Superior – río St. Marys – lago Hurón – río St. Clair – lago Sainte-Claire – río Detroit – lago Erie – río Niagara – lago Ontario- río San Lorenzo – estuario de San Lorenzo).

## Ubicación

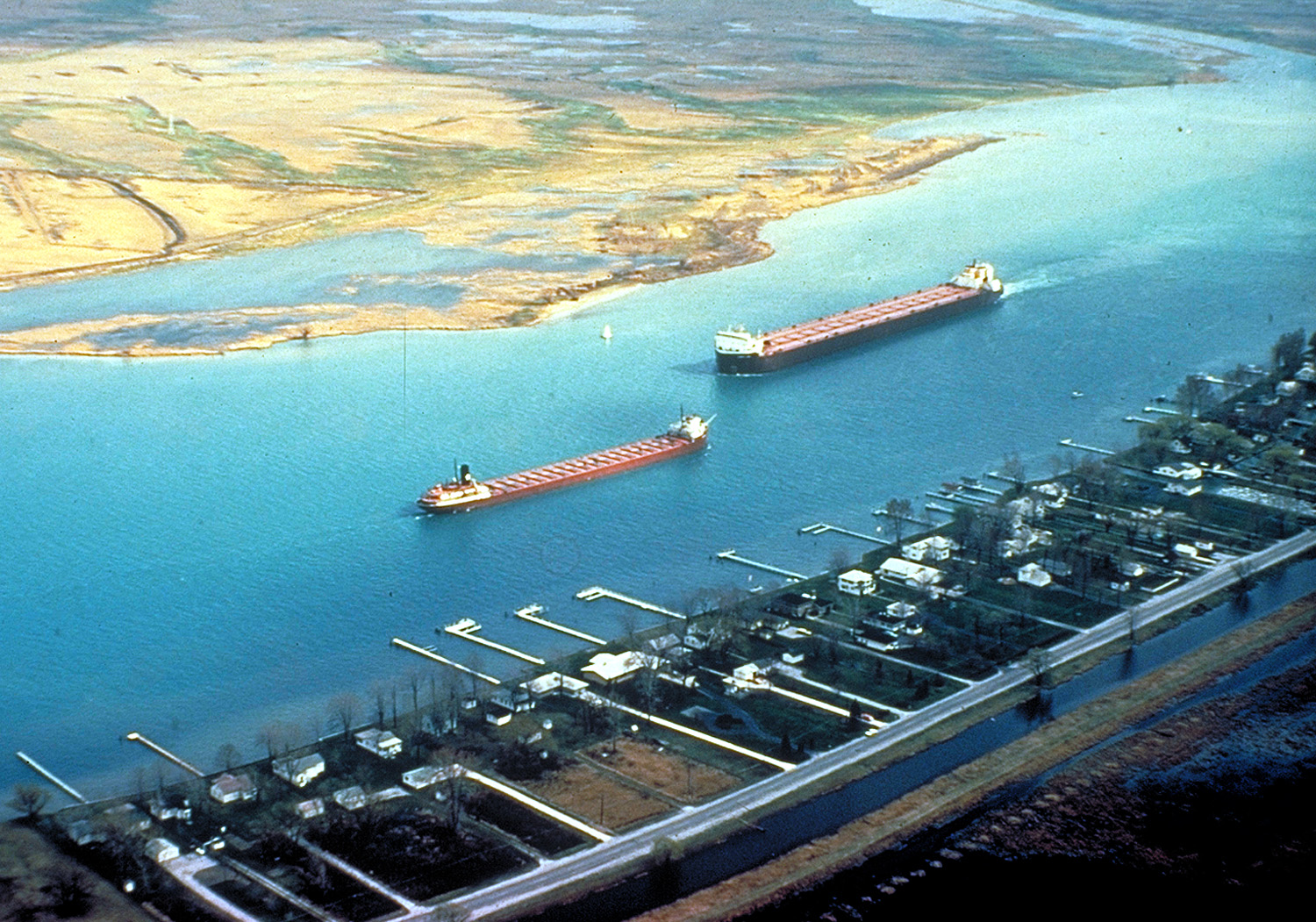
Cargueros de los Grandes Lagos navegando en el curso bajo del río St. Clair. Desde el lado de EE. UU., hacia Canadá.

El río, que algunos consideran un «estrecho», fluye en dirección sur, conectando el extremo sur del lago Hurón con el extremo norte de lago St. Clair. Se ramifica en varios canales cerca de su desembocadura en el lago St. Clair, creando una amplia región del delta.

## Recorrido
El río tiene 64 km de largo y desciende 1.5 m de altura desde el lago Hurón hasta el lago St. Clair. El caudal medio está alrededor de los 5200 m³/s, y la cuenca hidrográfica tiene 576.000 km² (teniendo en cuenta las cuencas hidrográficas combinadas de los lagos Hurón, Míchigan y Superior).
El canal de navegación del propio lago St. Clair itself tiene 56 km de largo desde el extremo del río St. Clair hasta el principio del río Detroit. El río Detroit tiene 51 km de largo y desciende 1 m de altura desde el lago St. Clair hasta su desembocadura en el lago Erie. El río Detroit tiene un caudal medio de 5 300 m³/s en el lago Erie.

## Historia
En los años 1700 los voyageurs franceses viajaron por el río en kayaks cargadas con pieles destinadas a adornar la realeza de Europa. Barcos construidos en Marine City durante mediados de los años 1800 llevaron inmigrantes río arriba en su camino hacia nuevas casas en el oeste americano. Durante el siglo XX, cargueros volvían de los Grandes Lagos superiores con mineral de hierro, cobre y grano - productos del trabajo de algunos de estos colonos.